# Конвалія звичайна
Конва́лія звича́йна, або конва́лія травне́ва (Convallaria majalis L.), — багаторічна рослина родини холодкових. Рослина отруйна, її використовують як декоративну, ефіроолійну та лікарську.

## Опис
Трав'яниста багаторічна рослина. Квітконосне стебло голе, прямостояче, безлисте, оточене при основі трьома-шістьма бурими піхвами. Листки прикореневі, звичайно їх два, зрідка один або три, довгасто-овальні або еліптичні, великі. Основа листка клиноподібна, у зовнішнього листка вона переходить у довгу піхву, що обволікає стебло і черешок внутрішнього листка. Квітки зібрані на верхівці стебла в однобічну 6-10-квіткову китицю. Квітконіжки при основі з коротким плівчастим приквітком. Квітки правильні, з простою округло-дзвоникоподібною, білою, шестизубчастою оцвітиною. Тичинок шість, маточка одна, стовпчик один, зав'язь верхня. Плід — малонасінна червона ягода.

## Екологія
Convallaria majalis — рослина часткової тіні, мезофіт, який віддає перевагу теплому літу. Любить ґрунти, які є мулистими або піщаними, від кислих до помірно лужних, бажано з великою кількістю гумусу. Королівське садівниче товариство стверджує, що найбільше перевага надається злегка лужним ґрунтам. Це євроазіатський та субокеанічний вид, який живе в горах на висоті до 1500 м над рівнем моря.
Convallaria majalis використовується як кормова рослина личинками деяких видів метеликів і нічних метеликів (Lepidoptera). Дорослі особини та личинки листоїда Lilioceris merdigera також здатні витримувати карденоліди і, отже, харчуватися листям.

## Життєвий цикл
Цвіте з початку весни до середини літа. Плоди конвалії поїдають птахи. Птахи також переносять у шлунку насіння конвалії на далекі відстані.

## Таксономія
У Системі APG III, рід розміщено в родині Холодкові, підродина Ноліноїдні (раніше родина Ruscaceae). Раніше він був розміщений у власній родині Convallariaceae, і, як і багато лілієподібних однодольних, до цього в родині лілієвих.
Існує три варієтети, які іноді виділялися деякими ботаніками як окремі види або підвиди.
Convallaria majalis var. keiskei — з Китаю та Японії, з червоними плодами та чашоподібними квітками (зараз широко цитується як Convallaria keiskei)
C. majalis var. majalis — з Євразії, з білими середніми жилками на квітках
C. majalis var. montana — зі Сполучених Штатів, можливо із зеленуватими середніми жилками на квітках
Convallaria transcaucasica визнається деякими авторитетами як окремий вид, тоді як вид, який раніше називався Convallaria japonica, тепер класифікується як Ophiopogon japonicus.

## Поширення та середовище існування

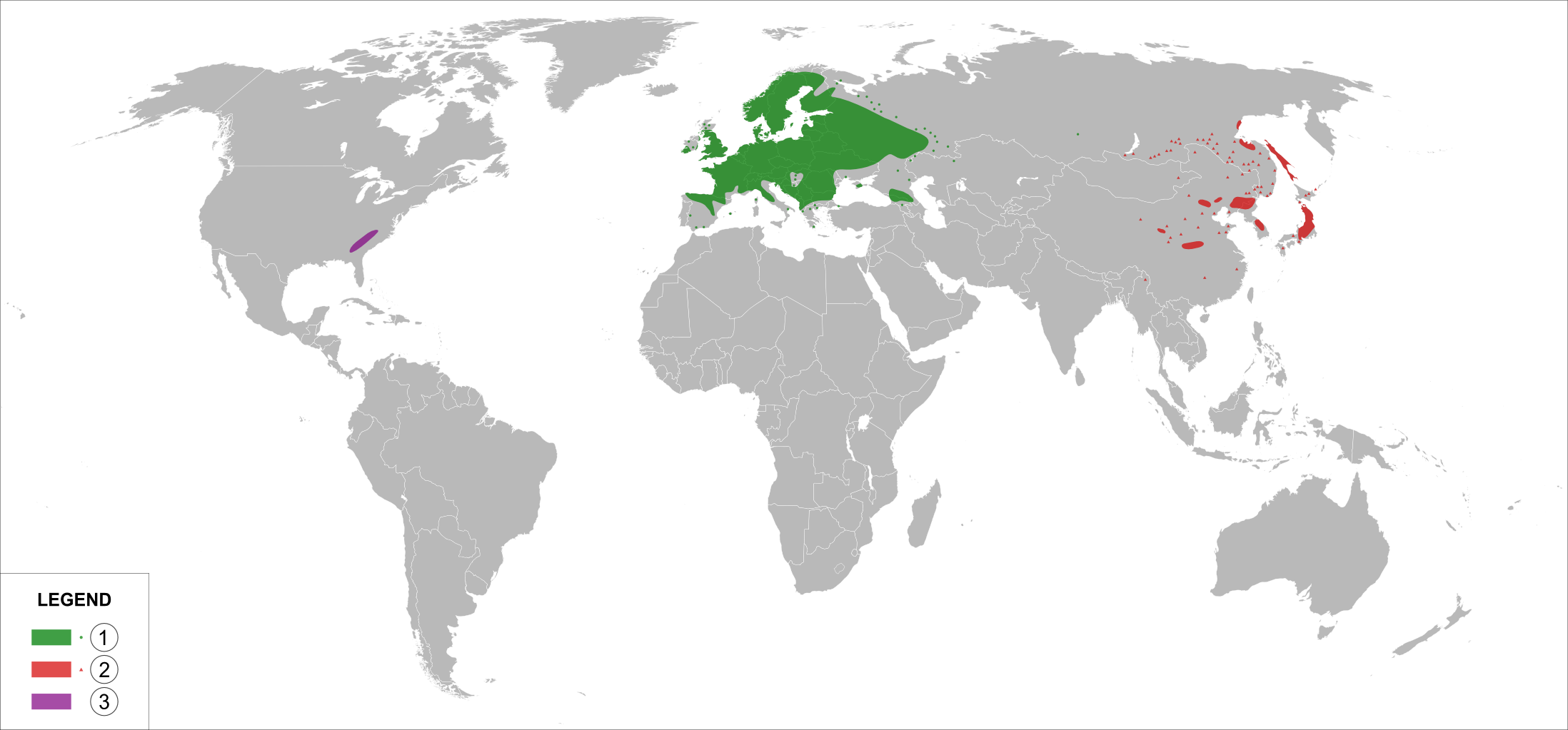
Розповсюдження конвалії

Convallaria majalis є вихідцем з Європи, де він переважно уникає Середземномор'я та Атлантики. Східний варієтет, C. majalis var. keiskei, зустрічається в Японії та частинах східної Азії. Обмежена природна популяція C. majalis var. montana (синонім C. majuscula) зустрічається в східних Сполучених Штатах. Проте, існують деякі суперечки щодо природного статусу американського варієтету.
Як і багато багаторічних квітучих рослин, C. majalis демонструє подвійні репродуктивні режими, виробляючи потомство безстатевим способом вегетативно та статевим способом насінням, що утворюється шляхом злиття гамет.
Росте конвалія в мішаних і листяних лісах. Тіньовитривала рослина. Цвіте в травні.
Поширена майже по всій Україні, крім півдня степу і високогір'я Карпат. Заготівля можлива у Львівській, Івано-Франківській, Тернопільській, Закарпатській, Полтавській, Вінницькій, Кіровоградській, Черкаській, Чернівецькій, Житомирській, Київській, Сумській, на півночі Харківської та в інших областях. Часто утворює куртини і зарості. Запаси сировини значні, проте у зв'язку з хижацькою заготівлею на букети потребує охорони.

## Культурні сорти

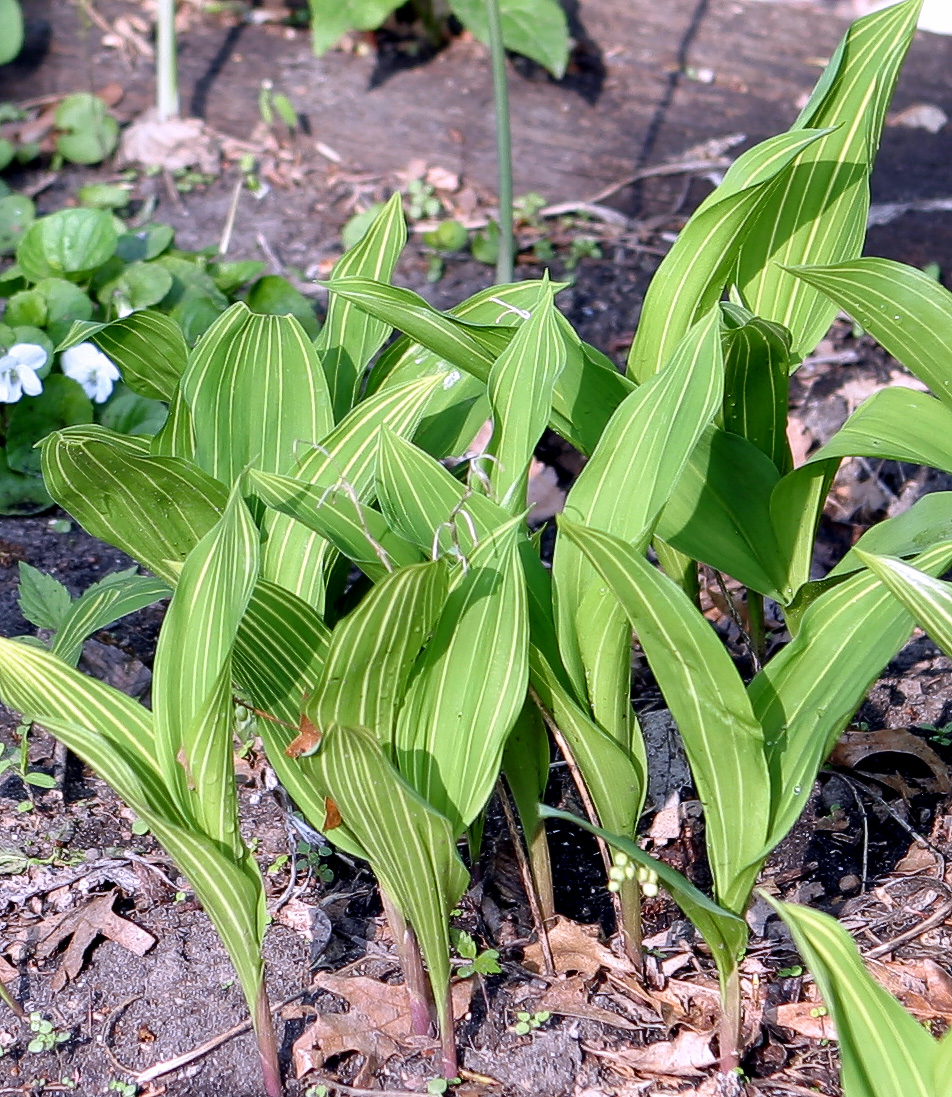
Строкатий культурний сорт на початку весни

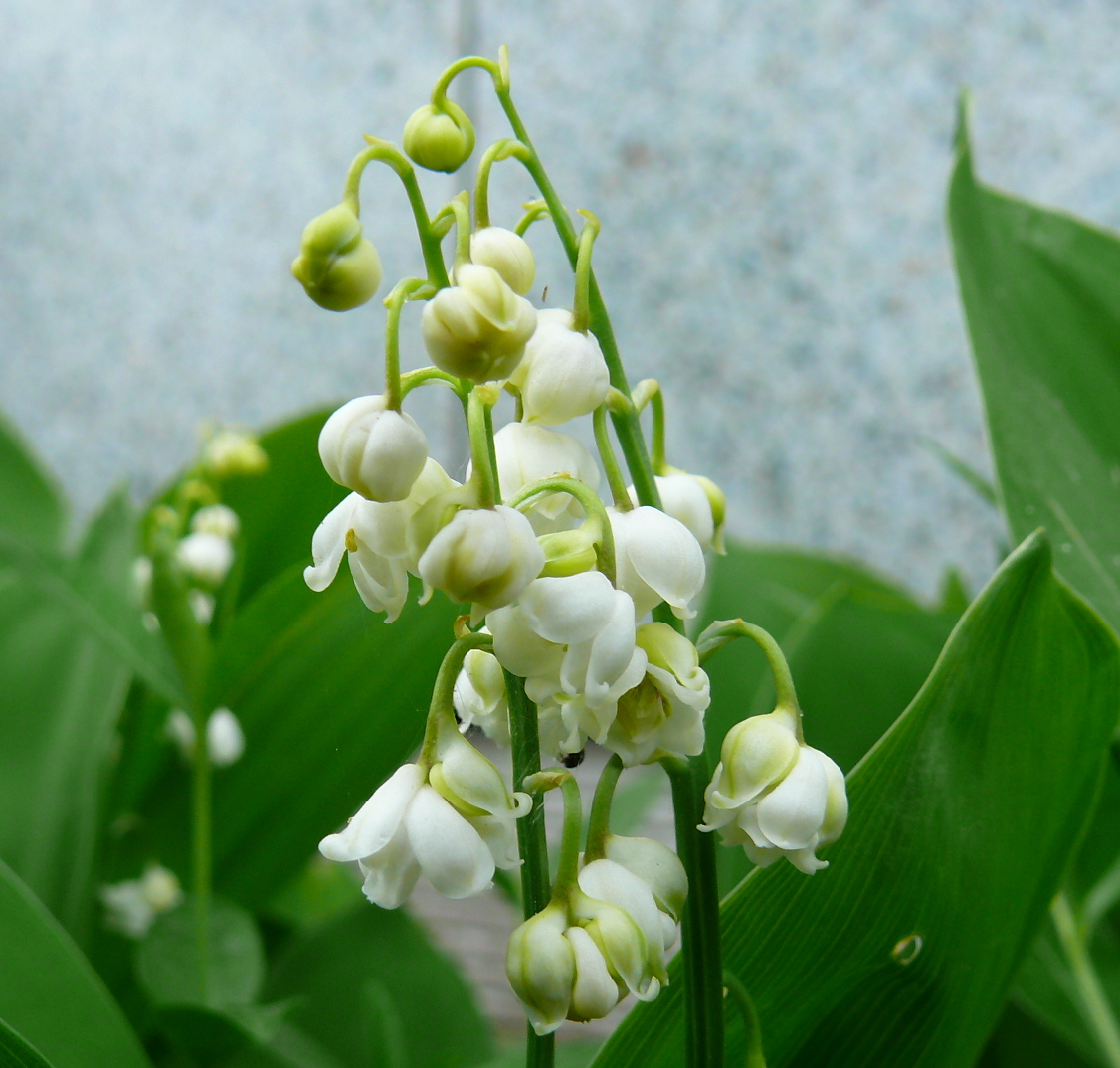
Махровий 'Flore pleno'

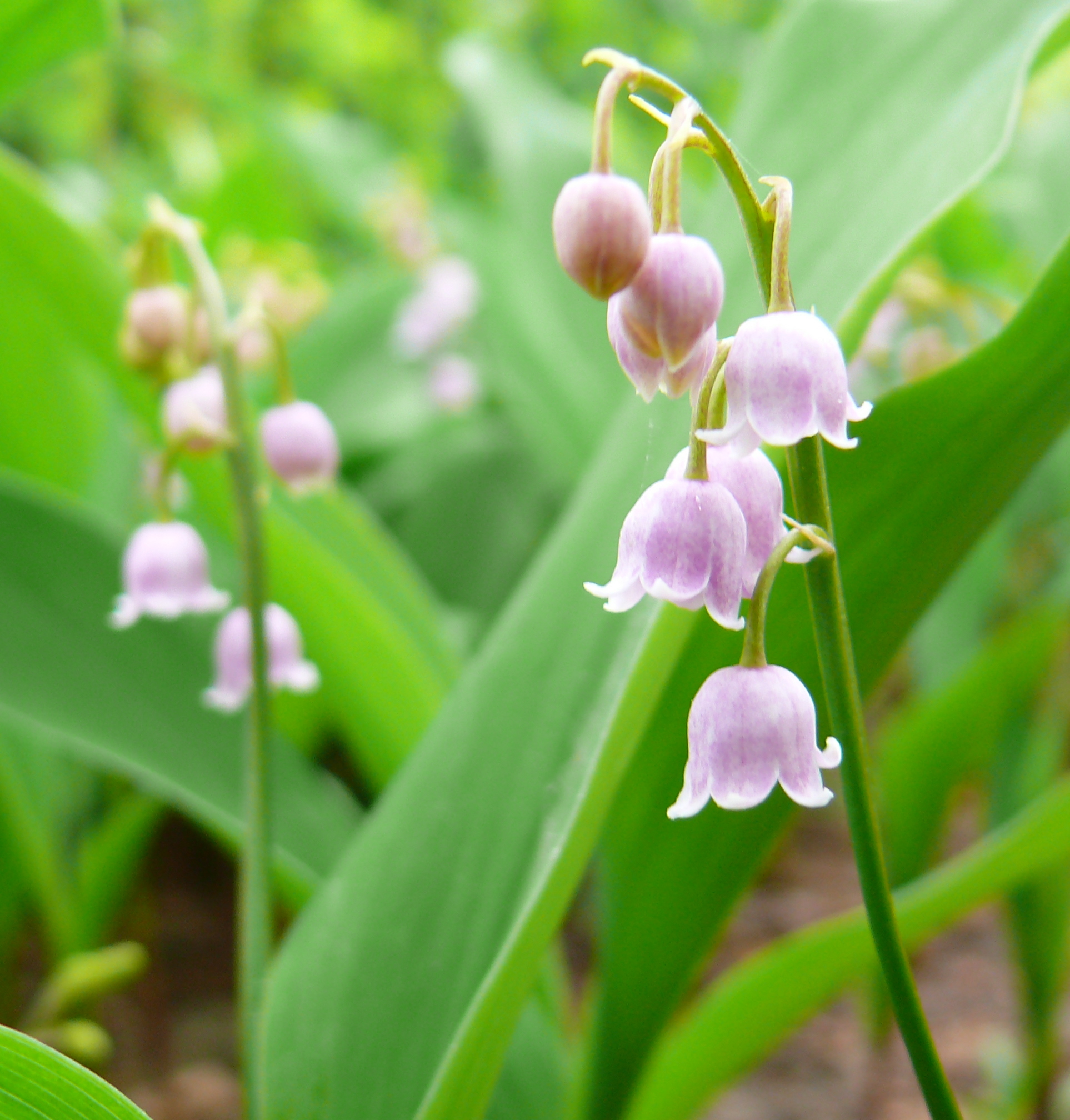
'Rosea'

Convallaria majalis широко вирощується в садах заради запашних квітів і здатності покривати ґрунт у затінених місцях. Отримала нагороду Королівського садівничого товариства Нагорода за садові заслуги. У сприятливих умовах може утворювати великі колонії.
Вирощують різні культурні сорти, включаючи ті, що мають махрові квіти, рожеві квіти, строкате листя та ті, що ростуть більшими за типовий вид.
- C. majalis 'Albostriata' має біло-смугасте листя.
- C. majalis 'Green Tapestry', 'Haldon Grange', 'Hardwick Hall', 'Hofheim', 'Marcel', 'Variegata' і 'Vic Pawlowski's Gold' — інші строкаті культурні сорти.[9]
- C. majalis 'Berlin Giant' і C. majalis 'Géant de Fortin' (син. 'Fortin's Giant') — більші за розміром культурні сорти.[9]
- C. majalis 'Flore Pleno' має махрові квіти.[9]
- C. majalis 'Rosea', яку іноді знаходять під назвою C. majalis var. rosea, має рожеві квіти.[9]

Традиційно Convallaria majalis вирощували в горщиках і стимулювали взимку, щоб отримати квіти протягом зимових місяців, як у горщикових рослинах, так і на зріз.

## Використання
Лікарська, ефіроолійна та декоративна рослина.

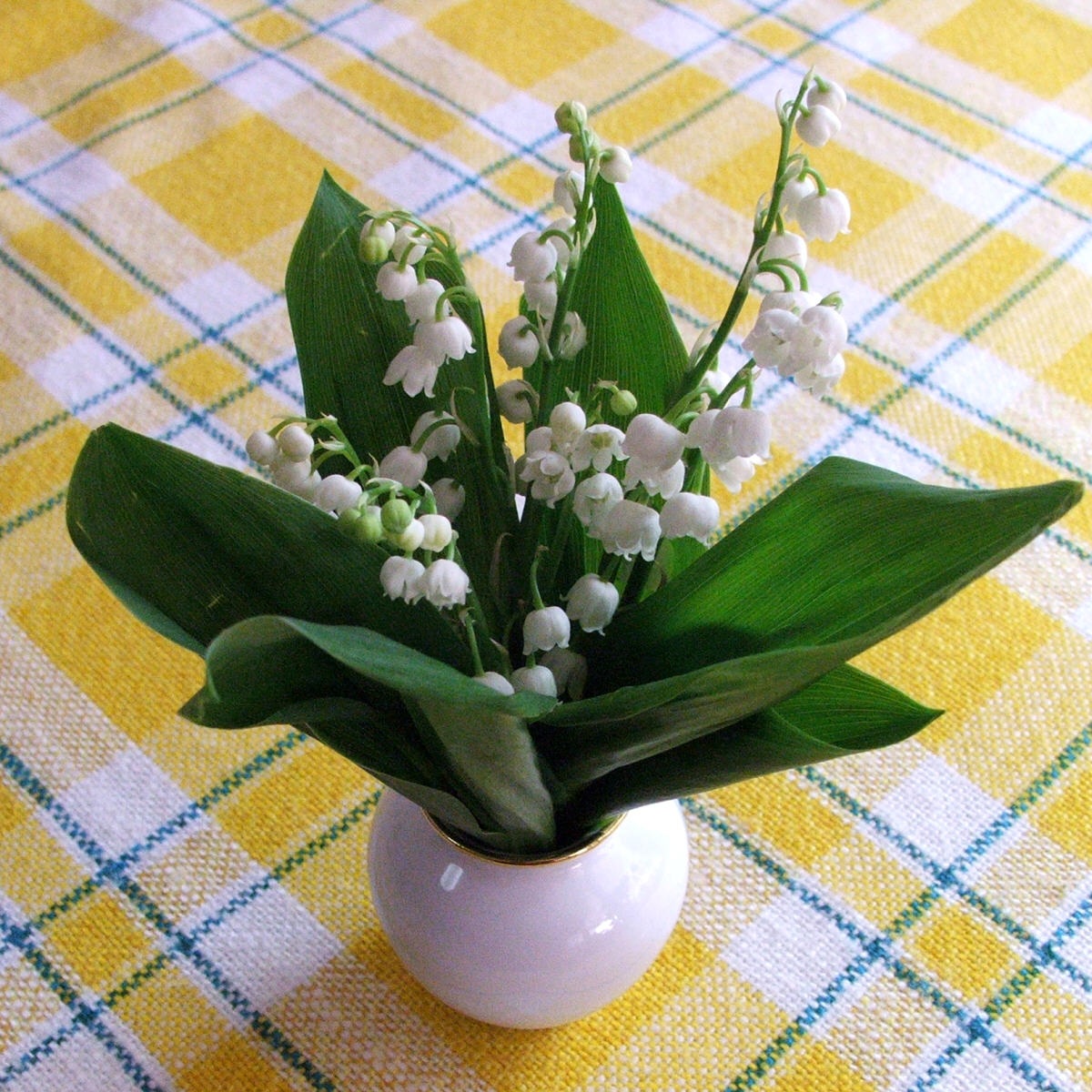
Букет конвалій

У науковій медицині використовують квітки, листки і надземну частину конвалії — Flores, Folia та Herba Convallariae. Лікарські препарати з конвалії у вигляді настоянок трави, настоїв, корглікону, крапель Зеленіна рекомендуються при серцевій недостатності, кардіосклерозі, пороках та неврозах серця. Конвафлавін марелін — при захворюваннях печінки, сечового та жовчного міхурів.
Рослина містить глікозиди, що регулюють серцеву діяльність (є вказівки, що вони не мають рівноцінних синтетичних замінників), біологічно активні речовини капілярозміцнюючої, протизапальної, спазмолітичної, судинорозширювальної дії, а також терпеноїди, флавоноїди, кумарини, сапоніни, стероїди, ефірну олію та цукор, яблучну й лимонну кислоти.
Худоба, наївшись конвалії, гине. У людини при отруєнні конвалією з'являється нудота, запаморочення, судоми. Як першу допомогу в цьому випадку дають блювотні засоби і промивають шлунок.
У народній медицині конвалію застосовують при водянці, хворобах серця, епілепсії, хворобах очей, проти пропасниці, головного болю, паралічу, як заспокійливий, сечогінний засіб, при безсонні.
У гомеопатії й ветеринарії використовують конвалію у свіжому вигляді.
Квітки конвалії містять ефірну олію (до 0,9 %), яку дуже цінують у парфумерії, з квіток готують есенцію, що входить до складу найвищих сортів парфумів.
Уся рослина конвалії отруйна.
Рослина декоративна, придатна для декорування затінених вологих місць у садах і лісопарках.

### Парфумерія
У 1956 році французька фірма Dior випустила аромат, що імітує конвалію, яка була улюбленою квіткою Крістіана Діора. Diorissimo був розроблений Едмоном Рудніцка. Хоча з того часу його формулу змінили, він вважається класичним. Оскільки з конвалії не можна отримати натуральний ароматичний екстракт, її аромат необхідно відтворити синтетично; хоча Diorissimo спочатку досяг цього за допомогою гідроксицитронеллалю, Європейське агентство з хімічних речовин тепер вважає його сенсибілізатором шкіри, і його використання було обмежено.
Інші парфуми, що імітують або базуються на цій квітці, включають Muguet de Bois Анрі Робера (1936), Lily of the Valley від Penhaligon's (1976), і En Passant від Олівії Джакобетті (2000).

### Весілля та інші святкування

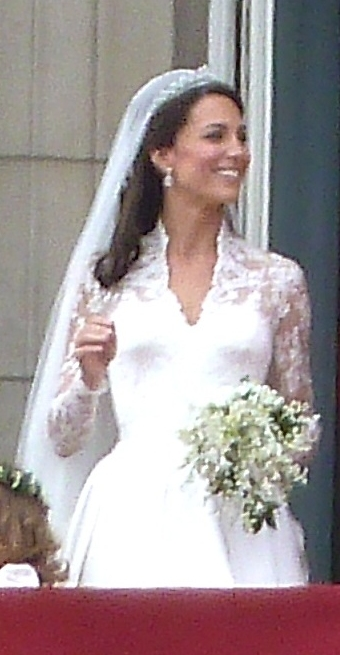
Кетрін Міддлтон з весільним букетом, у якому була конвалія

Конвалія використовується на весіллях, і в несезон вона може бути дуже дорогою. Конвалія була в весільному букеті на весіллі принца Вільяма та Кетрін Міддлтон.
На початку 20 століття у Франції стало традицією продавати конвалію на міжнародний День праці, 1 травня (також називається «La Fête du Muguet» або День конвалії) профспілками та приватними особами без сплати податку з продажу (тільки в цей день) як символ весни.

Конвалію носять у Хелстоні (Корнуолл, Велика Британія) на День Флори (8 травня кожного року, див. Феррі Денс), що символізує прихід «травня» та літа. Також є пісня, яку співають у пабах по всьому Корнуоллу (і на День Флори в Кадгвіті, поблизу Хелстона), під назвою «Конвалія»; дивно, але ця пісня прийшла від Jubilee Singers з Університету Фіска в Нешвіллі, Теннессі.

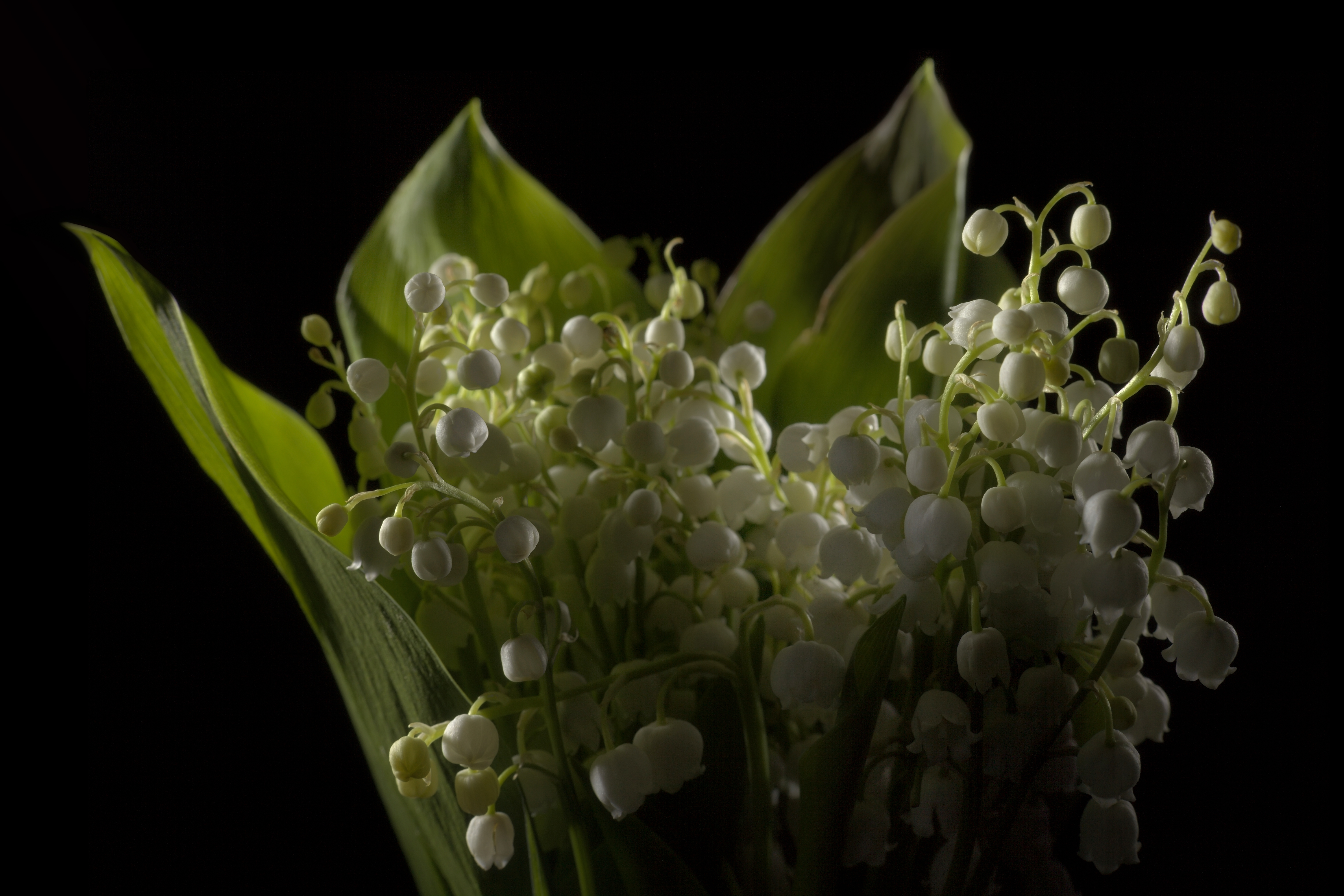
Конвалія звичайна

## Збирання, переробка та зберігання

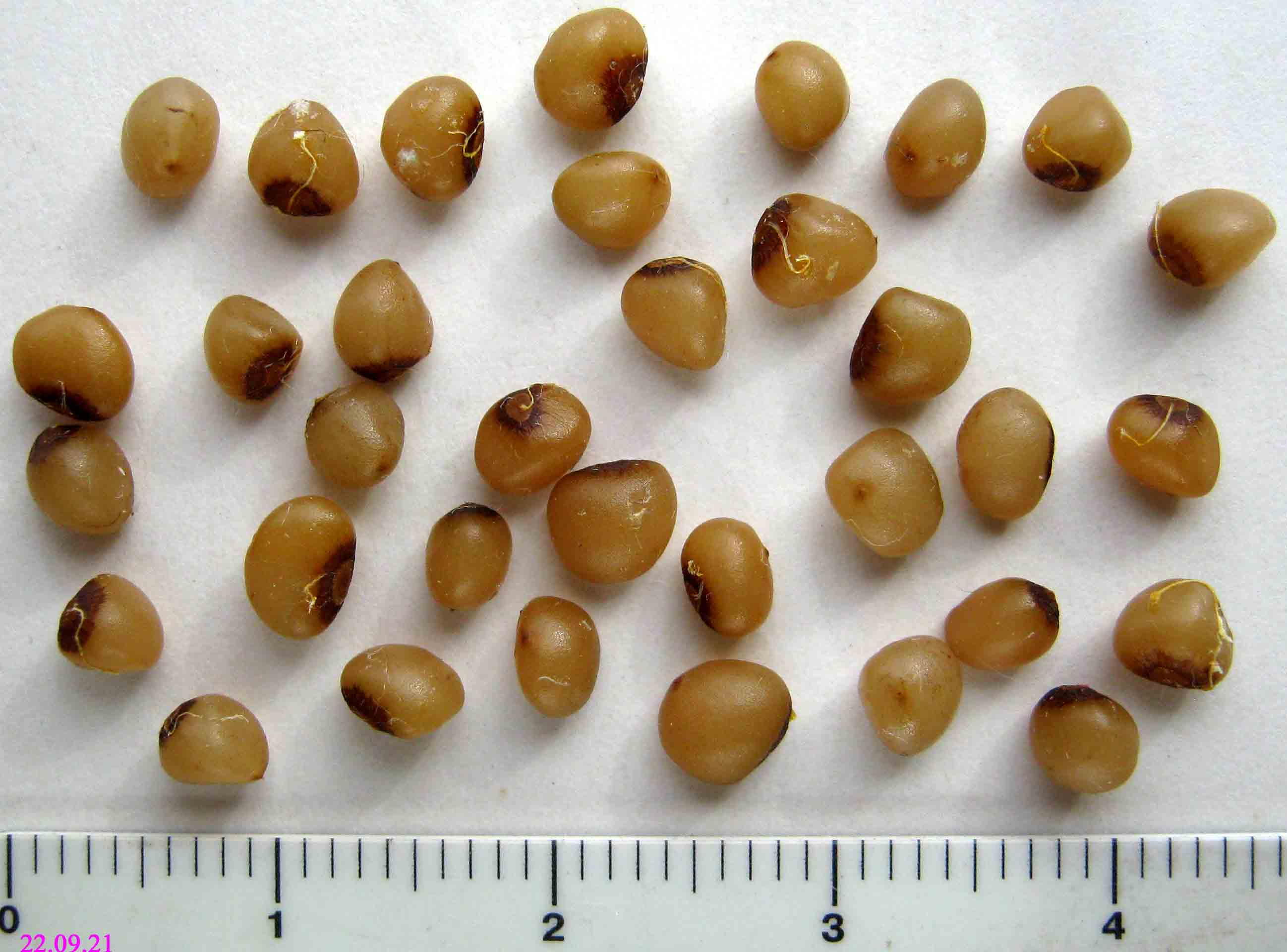
Насіння конвалії

Збирають квітки й траву в період цвітіння, зрізуючи ножами або серпами, складають у кошики або мішки і відправляють зразу ж на місце сушіння або переробки. Сушать на горищах під залізним дахом або під наметами, розстилаючи сировину тонким шаром на папері або тканині і періодично помішують. Пакують у мішки або тюки вагою по 20, 50 кг. Зберігають не довше двох років.
| Цвітіння конвалії | Плоди конвалії | Лускоподібне листя біля основи | Сорт 'Plena' | Сорт 'Rosea' |

## Цікаві факти
Дослідження німецьких науковців 2003 року дало поштовх історії під назвою «феномен конвалії» (Lily of the Valley phenomenon). Припускали, що аромат квітки може привертати увагу сперматозоїди, оскільки вони можуть відчувати запах. Згодом цей факт був спростований.
До 1992 року конвалія була квітковою емблемою Югославії. З 1967 року конвалія звичайна є національною квіткою Фінляндії.